# Košmelj
Košmelj je priimek v Sloveniji, ki ga je po podatkih Statističnega urada Republike Slovenije na dan 1. januarja 2010 uporabljalo 13 oseb.
- Blaženka Košmelj-Jeriček (1925—2017), ekonomistka in statističarka, univ. profesorica
- Fran Košmelj (1846—?), vojaški zdravnik
- Janez Košmelj (1844—1935), duhovnik
- Katarina Košmelj (* 1955), matematičarka, informatičarka in statističarka, univ. profesorica
- Miran Košmelj (1921—2018), ekonomist, politični delavec
- Vida Košmelj Beravs (1926—2022), zdravnica